# 玉川みね子
玉川 みね子（たまがわ みねこ、1953年4月29日 - ）は、浪曲曲師。日本浪曲協会参与。山形県酒田市出身。

## 来歴
1975年に浪曲師の2代目玉川福太郎と結婚。曲師の高齢化に危機感を持っていた福太郎によって曲師になることを勧められ、1976年から始まった「浪曲三味線教室」に参加し山本太一に師事。三味線教室に加え福太郎によって鍛えられ、1978年頃に木馬亭で初舞台を踏んだ。
2007年、福太郎と死別。入門3ヶ月で師匠を失った玉川太福を曲師として支えた。
近年は、太福が落語芸術協会に加入したことに伴い、落語芸術協会の定席興行に出演することも多い。

## 弟子

### 曲師
- 玉川鈴
- 玉川さと[4]

### 預かり
- 玉川絹華 - 浪曲師、2024年7月玉川奈々福門下から移籍[5]